# Густав Фен
Густав Фен (на немски: Gustav Fehn) е германски офицер, който служи по време на Първата и Втората световна война.

## Живот и кариера
Густав Фен е роден на 21 февруари 1892 г. в Нюрнберг, Германска империя.
През 1912 г. се присъединява към армията като офицерски кадет. Участва в Първата световна война и през 1916 г. е произведен в звание оберлейтенант. В периода между двете войни служи в различни пехотни подразделения.
В началото на Втората световна война е със звание оберст и командва 33-ти пехотен полк. Изкачва се бързо в йерархията и на 1 ноември 1942 г. достига звание генерал от танковите войски. На 30 юли 1940 г. поема командването на 4-та стрелкова бригада, на 25 ноември същата година 5-а танкова дивизия. Следват редица назначения като командир на корпус: 40-и танков корпус от 1 октомври 1942 г., Немски африкански корпус между 16 ноември 1942 и 15 януари 1943 г., 86-и танков корпус от 1 юли 1943 г., а по-късно 21-ви армейски и 15-и планински корпус. Пленен е от югославски войски на 8 май 1945 г. и е екзекутиран на 5 юни в Любляна, Социалистическа федеративна република Югославия.

## Дати на произвеждане в звание
- Генерал-майор – 1 април 1940 г.
- Генерал-лейтенант – 1 август 1942 г.
- Генерал от танковите войски – 1 ноември 1942 г.

## Награди
- Рицарски кръст – 5 август 1940 г.
- Германски кръст, златен – 7 юли 1942 г.